# Saint-Philippe du Roule (métro de Paris)
Pour les articles homonymes, voir Saint-Philippe du Roule.
Saint-Philippe du Roule est une station de la ligne 9 du métro de Paris, située dans le 8e arrondissement de Paris.

## Situation
La station est implantée sous l'extrémité nord de l'avenue Franklin-D.-Roosevelt, au sud de la place Chassaigne-Goyon. Orientée selon un axe nord-sud, elle s'intercale entre les stations Franklin D. Roosevelt et Miromesnil.

## Histoire

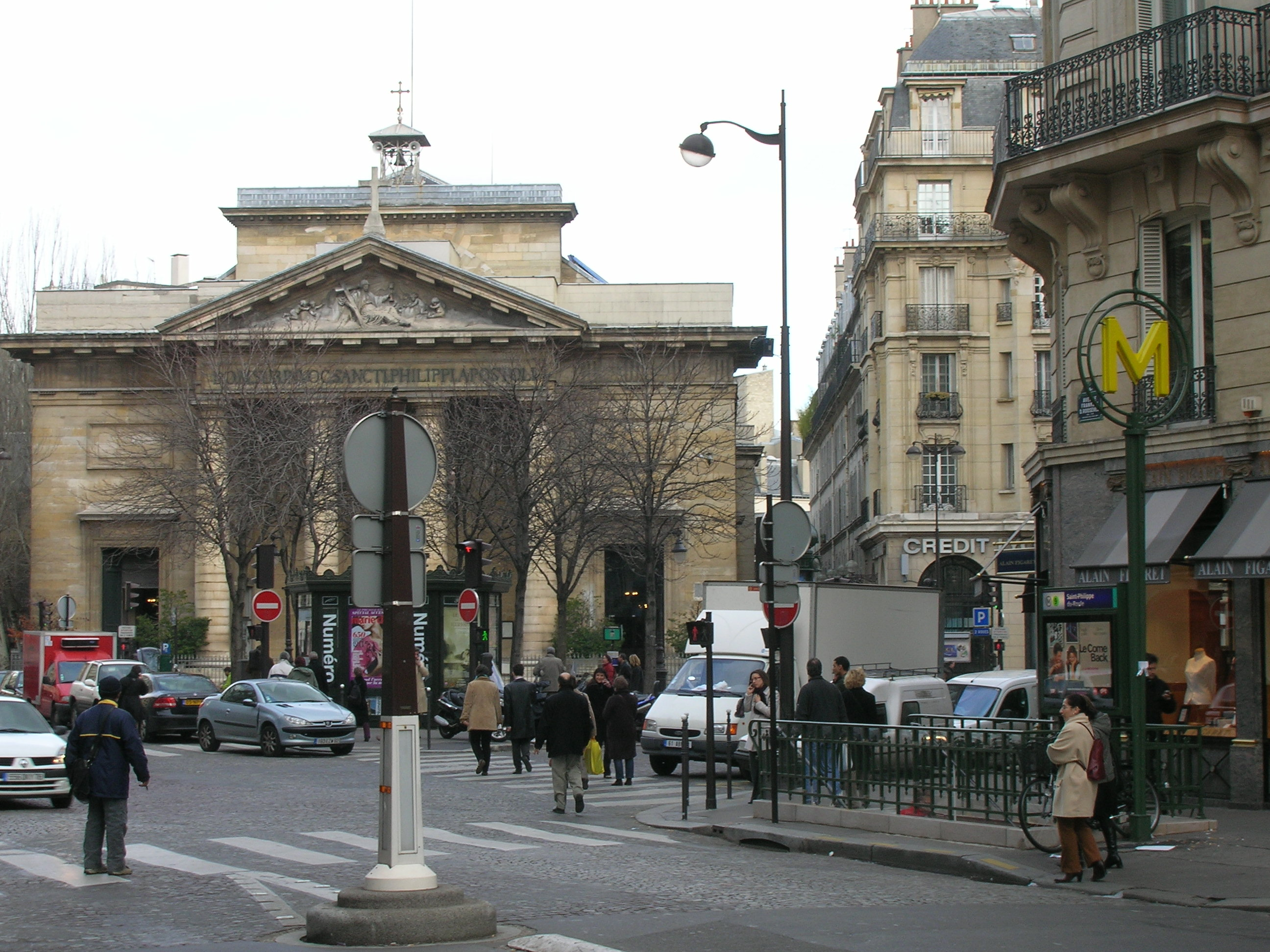
La sortie de la station côté est de l'avenue Franklin D. Roosevelt (mars 2007).

La station est ouverte le 27 mai 1923 avec la mise en service du prolongement de la ligne 9 depuis Trocadéro jusqu'à Saint-Augustin.
Elle doit sa dénomination à sa proximité avec l'église Saint-Philippe-du-Roule, dédiée à l'un des douze apôtres accompagnant Jésus-Christ : saint Philippe. Le village du Roule, devenu faubourg en 1722, était une petite localité baptisée Romiliacum par Frédégaire, Crioilum par Saint Éloi, puis Rolus au XIIe siècle.
Comme un tiers des stations du réseau entre 1974 et 1984, les quais de la ligne 9 ont été modernisés en style « Andreu-Motte », de couleur orange en l'occurrence. Dans le cadre du programme « Renouveau du métro » de la RATP, les couloirs de la station ont été rénovés le 6 février 2007.
En 2019, 3 187 997 voyageurs sont entrés à cette station ce qui la place à la 159e position des stations de métro pour sa fréquentation sur 302,.
En 2020, avec la crise du Covid-19, 1 353 374 voyageurs sont entrés dans cette station ce qui la place à la 193e position des stations de métro pour sa fréquentation.
En 2021, la fréquentation remonte progressivement, avec 1 935 004 voyageurs qui sont entrés dans cette station ce qui la place à la 184e position des stations de métro pour sa fréquentation.

## Services aux voyageurs

### Accès
La station dispose de deux accès répartis en trois bouches de métro établies sur l'avenue Franklin-D.-Roosevelt :
- l'accès 1 « rue La Boétie », constitué d'un escalier fixe agrémenté d'un mat avec un « M » jaune inscrit dans un cercle, débouchant au droit du no 30 de l'avenue ;
- l'accès 2 « avenue Franklin-D.-Roosevelt », comprenant une entrée par escalier fixe également dotée d'un mât « M » jaune et une sortie par escalier mécanique montant, se trouvant dos-à-dos face au no 69.

Accès à la station
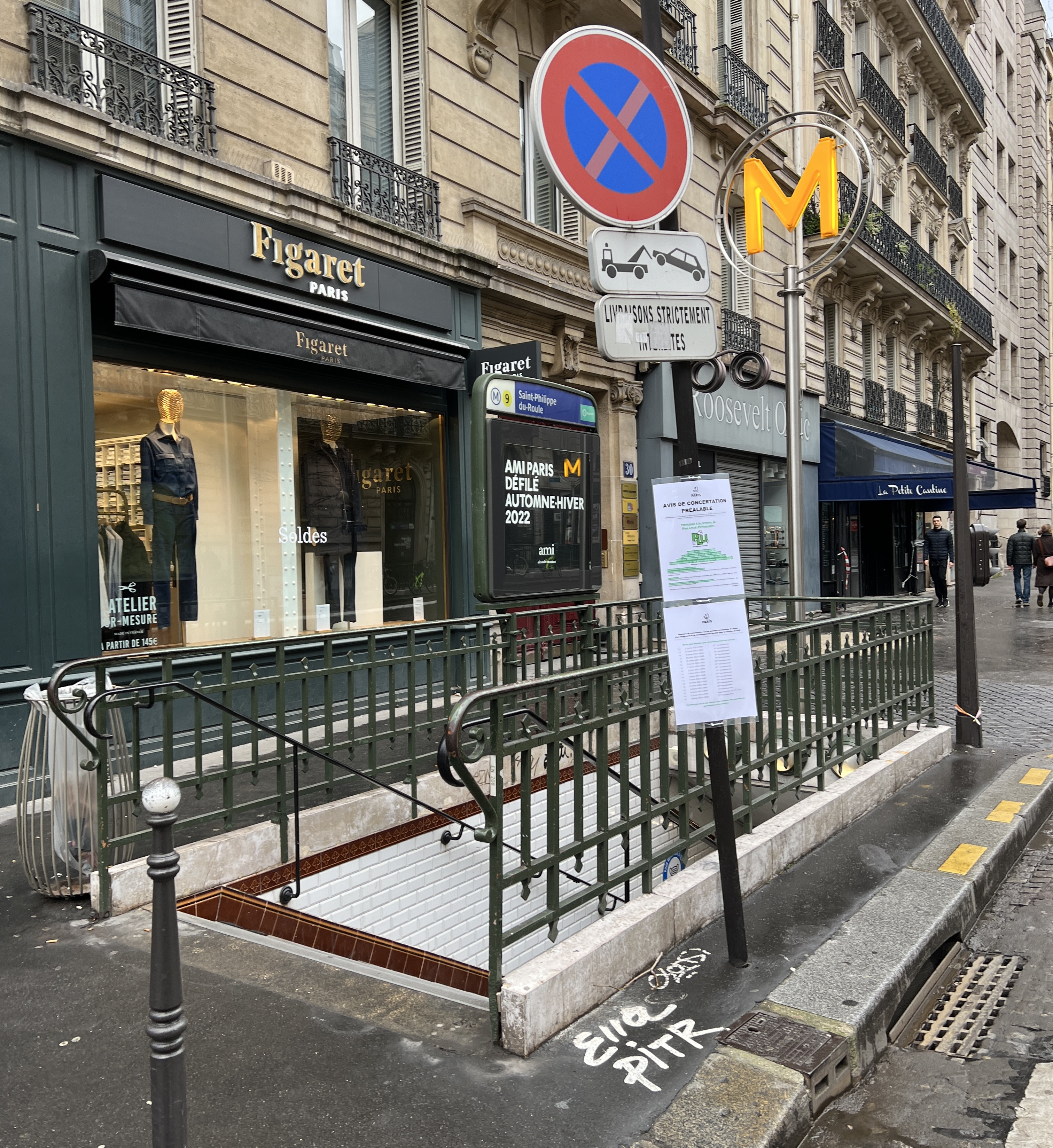
L'accès no 1 « Rue La Boétie ».
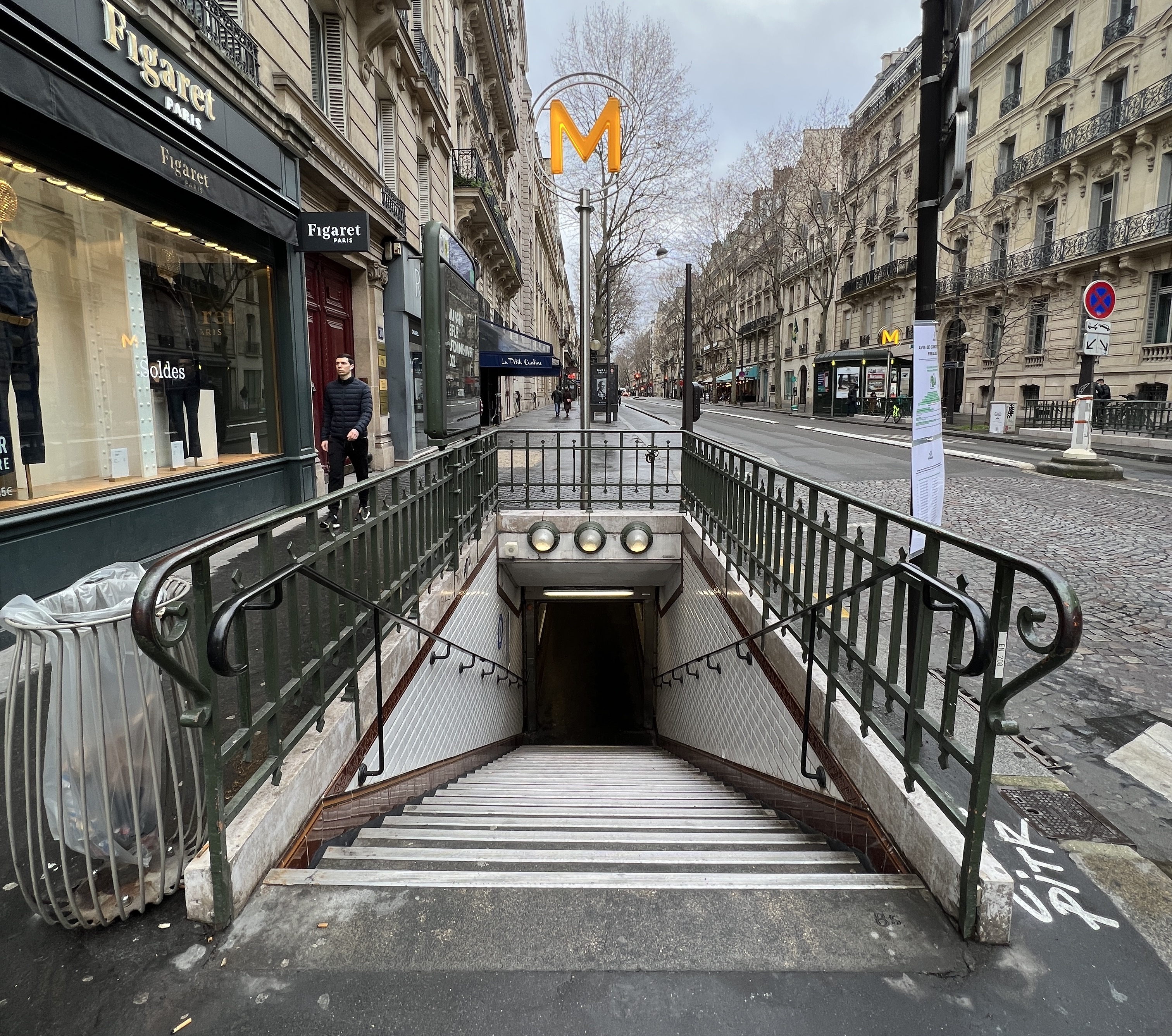
Escalier fixe de l'accès no 2 « Avenue Franklin-D.-Roosevelt ».
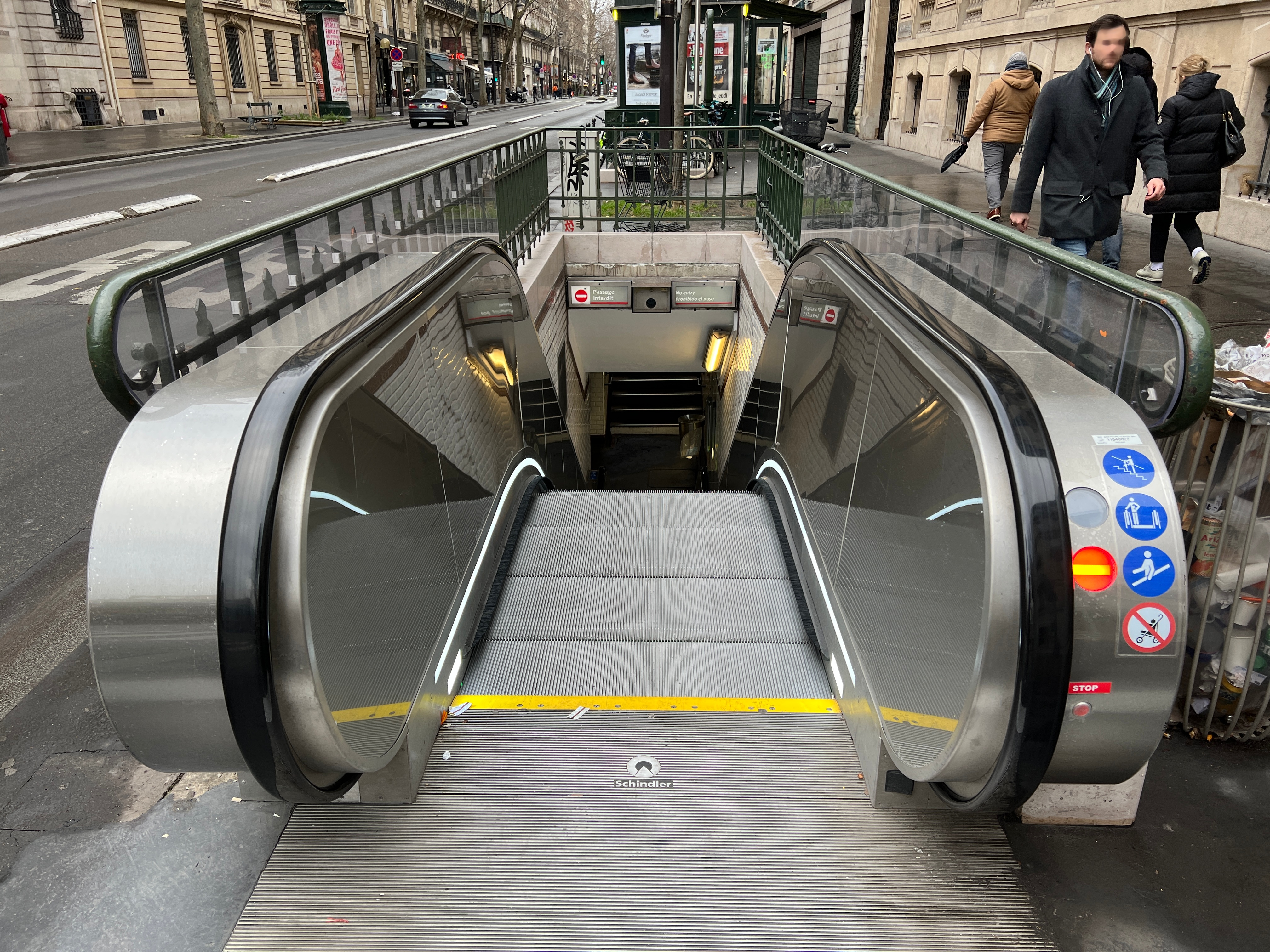
Escalier mécanique de l'accès no 2.

.

### Quais
Saint-Philippe-du-Roule est une station de configuration standard : elle possède deux quais séparés par les voies du métro et la voûte est elliptique. La décoration est de style « Andreu-Motte » avec deux rampes lumineuses orange, des banquettes, tympans et débouchés de couloirs traités en carrelage orange plat ainsi que des sièges « Motte » de même couleur. Ces aménagements sont mariés avec les carreaux de céramique blancs biseautés recouvrant les piédroits et la voûte. Les cadres publicitaires sont en faïence de couleur miel et le nom de la station est également en faïence, dans le style de la CMP d'origine.
Il s'agit d'une des rares stations à présenter encore le style « Andreu-Motte » dans son intégralité.

### Intermodalité
La station est desservie par les lignes 28, 32, 52, 80 et 93 du réseau de bus RATP.

## À proximité
- Église Saint-Philippe-du-Roule
- Rue du Faubourg-Saint-Honoré
- Musée Jacquemart-André
- Ambassade du Canada